# Loue (Doubs)
De Loue is een rivier in Frankrijk in de regio Bourgogne-Franche-Comté. Het is een zijrivier van de Doubs. De bron ligt in de Jura bij Ouhans.

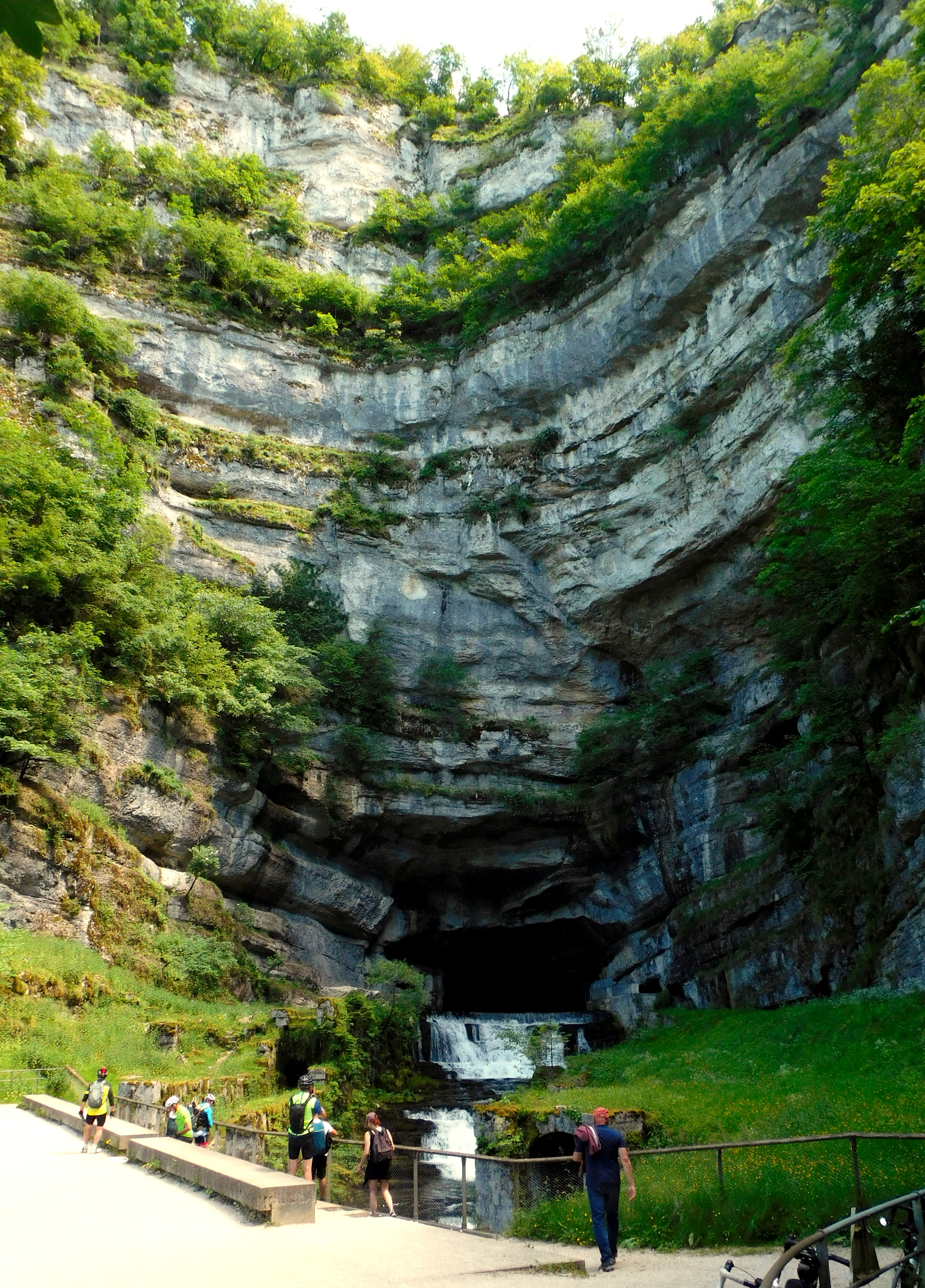
Sources de la Loue
- Sources de La Loue 2024
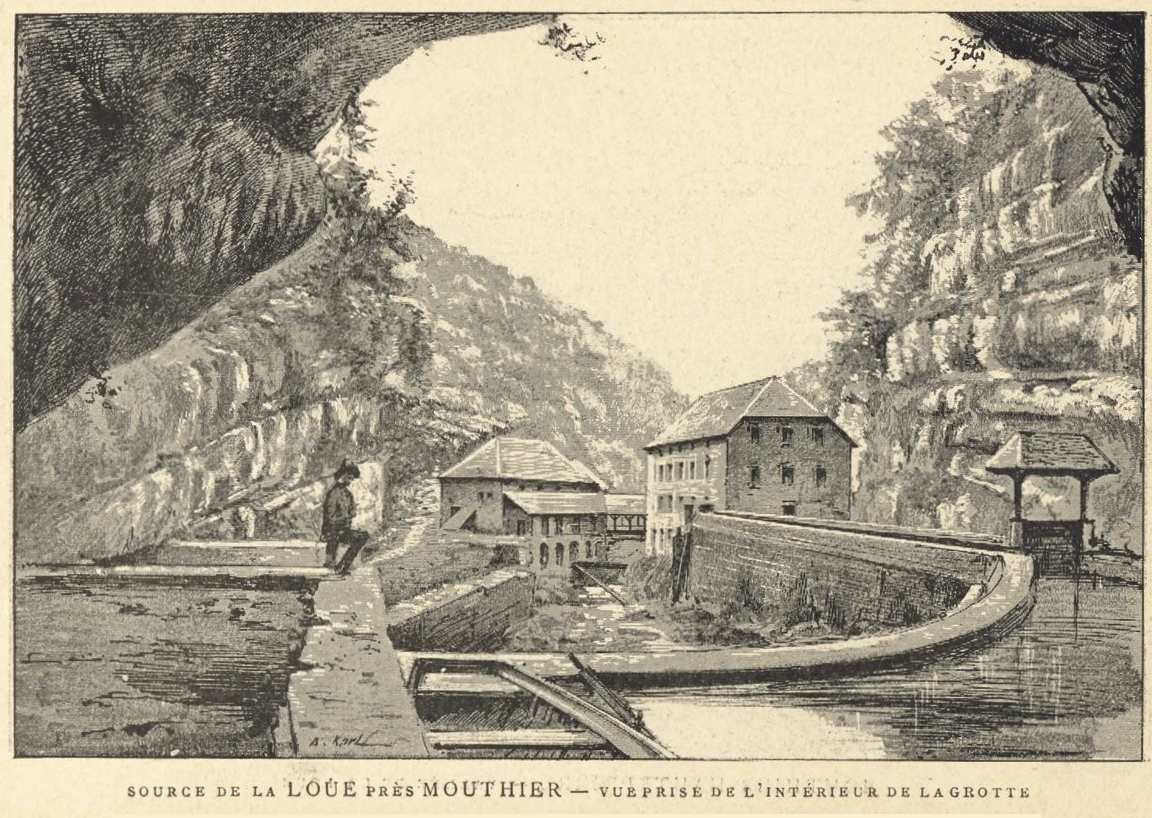
Sources de Loue 19e eeuw, met rechts de elektriciteitscentrale
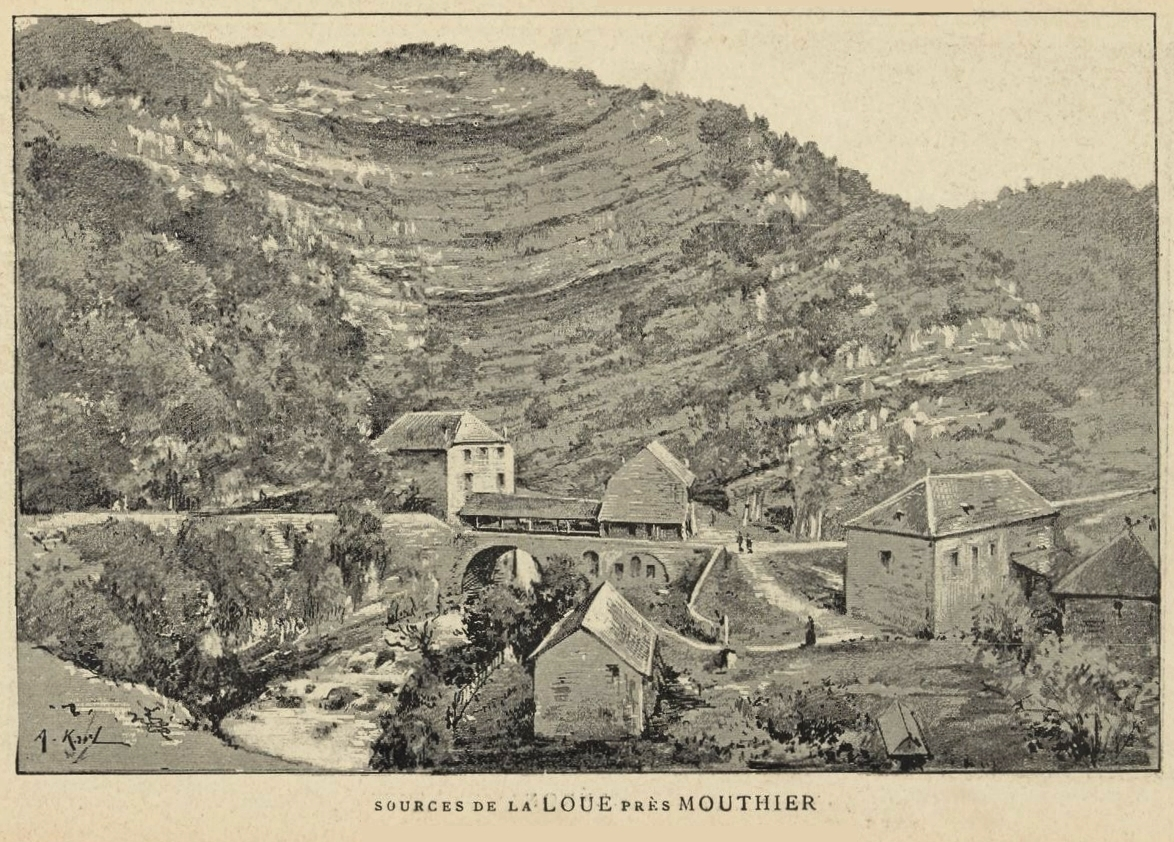
Sources de Loue, 19e eeuw

## Zijrivieren
- Furieuse

- Bibliothèque nationale de France: cb12011666g (data)
- Library of Congress Control Number: sh94000816
- Nationale Bibliotheek van Israël: 987007561032405171
- Système universitaire de documentation: 028240340
- Virtual International Authority File: 44148570698224312204